# باول ألبرت
باول ألبرت (بالألمانية: Paul Albert)‏ (و. 1556 – 1600 م) هو كاهن كاثوليكي من ألمانيا، والكومنولث البولندي الليتواني، ولد في رادولفتسل، توفي في نيسا، عن عمر يناهز 44 عاماً.

## مناصب
تولى منصب أسقف كاثوليكي
- مطران  [لغات أخرى]‏

.